# Крстионица Богородичине цркве у Монтреалу
Крстионица или баптистеријум Богородичине цркве у Монтреалу (фр. Baptistère de la basilique Notre-Dame) ја накнадно дограђен простор, око 1885. године, на темељима старе Богородичине цркве из 17. века, порушене 1830. године. На цркву се ослања са њене предње десне стране. Суседна просторија на крстионици, намењена за чување и проналажење записа, накнадно је изграђена између 1888. и 1890. године.

## Стаус објекта
Објекат је заштићен у складу са Законом о културном наслеђу Канаде, и одлуке која је на снази од 19. октобра 2012. године, под бројем 0040-32-8983-03, са статусом: 
Објекат од изузетног значаја за културну баштину Монтреала.

## Историја
Одлука о изградњи крстионица донета је 1882. године. За супервизора и дизајнера пројекта одређен је архитекта Пјер Луј Морен (фр. Pierre-Louis Morin), а планове је израдио Виктор Бурже (фр. Victor Bourgeau). Према различитим ауторим, изградња крстионице окончана је 1882. или 1883. или 1884. или чак 1887. године (према анонимном извору).
Године 1926. свештеник Оливије Муро ангажовао је сликара Озиаса Ледука да допуни фрескодекорацију крстионице. Он је то учинио у периоду од 1927 до 1928. поштујући основна начела фрескодекорације која су владала 1880-их. Витражи на прозорима су накнадно осликани 1930. године.

## Архитектура
Крстионица и суседна простор, накнадно дограђен, међусобно су повезани и ослаљају се на предњу бочну фасаду базилике. Гледано по вертикали, поред приземног објекат има и подрумски део. Крстионица је, скромних димензија у односу на импозантну величину  Богородичине цркве, гледајући са спољне стране. Најдужи део спољашњег зида паралелан је са зидом цркве, док две уске косе бочне стране са предње и задње стране затварају просторију са осмоугаоном крстионицом у њеној унутрашњости. Суседна просторија је једноставног правоугаоног облика. Кровни покривач је из два дела која су различитог облика и висине. Спољашњи зидови, са рустикалним елементима, изграђени су од монтреалског сивог кречњака који је истоветан са оним на цркви.
Високи камени зид, са два велика сломљена лука, доминантан је елемент камене пластике на главној фасади крстионице. Зид између цркве и богословије највероватније је изграђена око 1850. године и идентичан је са неоготичким стилом црква из 1820. године. Фасадни елеменати додати у постојећи зид обухватају дупла дрвена врата и прозоре укључујући и део у саставу лука. Бочни (други) лук ограничава капију од кованог гвожђа кроз коју је омогућен приступ подрумском делу и локалном службеном пролазу између цркве и богословије. 
Приступ унутрашњости крстионице могућ је само кроз главни улаз крстионице који се налази унутар базилика. Док је на прелазу у 21. век, кроз масивна врата са спољашње стране објекта омогућен само приступ сувенирници која иакао још увек постоји унутрашња веза између две просторије, није физички повезана са крстионицом. 
Унутрашњост крстионице има облик издуженог осмоугаоника са плафоном из осам целина. У централном делу налази се крстионица од белог мермера са је опшивима од позлаћеног бакра, у готичком стилу. Дрвени намештај је од ораховине. Богата фрескотекорација је дело Озиаса Ледука, који је са позлатом и различитим бојама испоштовао све елементе декоративне готичке традиције из деветнаестог века.

## Намена крстионице у 21. веку
У 21. веку крстионице је задржала своју основну намену и искључиво се користи као крстионица. (мада се у једном периоду користила као сакристија (ризница за црквене предмете и припремна соба за богослужбени обред).   Друга суседна просторија, које су више пута мењала функцију и намену, данас служе за продају сувенира у модернизованом окружењу Монтреала.